# Condado de Dickinson (Kansas)
O Condado de Dickinson é um dos 105 condados do estado americano de Kansas. A sede do condado é Abilene, e sua maior cidade é Abilene. O condado possui uma área de 2 207 km² (dos quais 11 km² estão cobertos por água), uma população de 19 344 habitantes, e uma densidade populacional de 9 hab/km² (segundo o censo nacional de 2000). O condado foi fundado em 20 de fevereiro de 1857.